# Minnie Mouse
Vous lisez un « bon article » labellisé en 2008.  Il fait partie d'un « bon thème ».
Minnie Mouse est un personnage de fiction de l'univers de Mickey Mouse créé en 1928 par Walt Disney. Comme Mickey, elle se présente sous l'aspect d'une souris anthropomorphe.
Mickey et Minnie sont d'éternels amoureux. Ils ne se sont jamais mariés et n'ont jamais habité ensemble que ce soit dans un dessin animé ou une bande dessinée. Minnie n'a jamais eu de série à son nom, bien qu'elle apparaisse dans certaines histoires Mickey Mouse alors que Mickey, lui, n'y figure pas. Toutefois, des publications destinées à un public de jeunes filles ont été éditées dans plusieurs pays.
Comme Mickey, Minnie s'est de plus en plus assagie au fil de ses apparitions. Dans Plane Crazy (1928), elle utilisa ses sous-vêtements comme parachute,, mais a montré l'exemple aux femmes américaines durant la Seconde Guerre mondiale pour la réutilisation des graisses culinaires afin de confectionner des munitions destinées aux soldats sur le front,.

## Historique
Minnie est née officiellement le même jour que Mickey, soit le 18 novembre 1928, et elle est présente comme lui dans les trois courts métrages que sont Plane Crazy, The Gallopin' Gaucho et Steamboat Willie. Malgré tout, Minnie est apparue pour la première fois à l'écran dans Plane Crazy, réalisé le 15 mai 1928, et ressorti en mars 1929. Comme avec Mickey, sa date de naissance officielle est donc postérieure à sa naissance réelle.
Dans Plane Crazy, son premier film avec Mickey, elle apparaît au bout de 2 minutes et 12 secondes, elle est donc légèrement plus jeune que lui.

### Origines du personnage

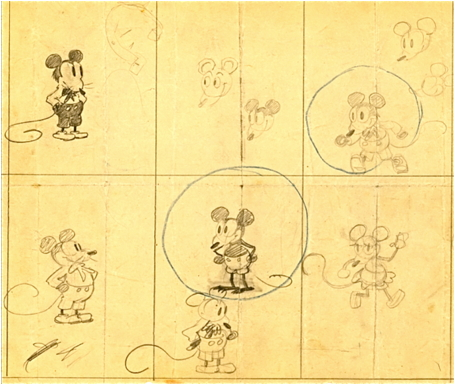
Concept art de Mickey Mouse, 1928. Dans ces premières esquisses connues du personnage, Minnie Mouse apparaît en bas à droite (dessins conservés au Walt Disney Family Museum).

Au printemps 1928, Walt Disney décide de créer un nouveau personnage pour remplacer Oswald le lapin chanceux,. Mais Mickey ne peut relever le défi seul. L'un des traits de caractère d'Oswald dans ses courts métrages est sa constante recherche de conquêtes amoureuses. Afin de remplacer ces rencontres éphémères que sont Miss Rabbit, Miss Cottontail, Fanny et autres petites bonnes ou danseuses, il est décidé que Mickey n'aura qu'une seule contrepartie féminine : Minnie.
Durant le processus de création, le personnage, qui ne porte pas encore de nom, est défini comme une jeune fille libérée, type garçonne.[réf. nécessaire] Elle porte une jupe courte et suit les courants de mode afin d'attirer l'intérêt du public jeune et féminin.

### 1928: Les premiers rôles

Minnie gifle Mickey dans Plane Crazy (1928).

Mickey et Minnie apparaissent ensemble dans Plane Crazy, sorti pour la première fois en version muette le 15 mai 1928. Minnie y est invitée à bord d'un avion fraîchement fabriqué par Mickey qui se prend pour un aviateur (le récent exploit de Charles Lindbergh est encore dans toutes les mémoires). Elle accepte l'invitation mais pas la tentative de Mickey de l'embrasser durant le vol. Mickey insiste, Minnie tombe de l'avion et elle utilise ses dessous comme parachute pour ralentir sa chute. Minnie est dépeinte dans ce film comme une jeune fille de caractère, capable de refuser les avances brutales d'un soupirant potentiel.
Ces débuts montrent donc une certaine intimité, qui sera parfois démentie par les films suivants. Dans le second, The Gallopin' Gaucho, sorti le 7 août 1928 (en version muette), Mickey et Minnie sont au début des inconnus l'un pour l'autre. Mickey est un gaúcho solitaire tandis que Minnie est serveuse et danseuse à la Cantina Argentina, un bar-restaurant perdu dans la pampa argentine. Minnie exécute un tango pour Mickey mais aussi pour le bandit Pat Hibulaire. Les deux mâles tentent de séduire Minnie mais Pat l'enlève. Mickey se voit donc obligé de sauver Minnie, qui joue ici pour la première fois le rôle de demoiselle en détresse.

Minnie dans Steamboat Willie (1928).

Les trois protagonistes apparaissent à nouveau dans  Steamboat Willie,, sorti le 18 novembre 1928. Pat y est le commandant d'un bateau et Mickey son moussaillon. Minnie est quant à elle leur unique passagère. La majorité de ce premier film parlant montre Minnie et Mickey interpréter la chanson traditionnelle Turkey in the Straw.
Ces trois courts métrages montrent une inconstance dans les rapports entre les personnages. Walt Disney la justifia par la suite en expliquant qu'il s'agissait d'acteurs jouant des rôles et non leur propre histoire.[réf. nécessaire]

### 1929: Une nouvelle star
Le succès commercial de Steamboat Willie popularisa Mickey et Minnie auprès du public. Si 12 films avec Mickey ont été produits en 1929, seuls 7 ont mis en scène Minnie.
Le premier fut The Barn Dance,, sorti le 14 mars 1929. Minnie est le centre des attentions de Mickey et de Pat Hibulaire. Chacun l'invite à aller à une fête agricole. Elle choisit de monter dans la voiture neuve de Pat plutôt que dans la charrette de Mickey. En raison d'une panne, elle poursuit la route avec Mickey et lui accorde la première danse. Mais ce dernier se révèle un piètre danseur et elle revient alors auprès de Pat afin de reposer ses pieds plusieurs fois écrasés. Mickey lui propose à nouveau de danser avec lui, ce qu'elle accepte. À sa grande surprise, Mickey semble avoir amélioré ses qualités de danseur mais Pat lui révèle le subterfuge : Mickey a placé des ballons dans son pantalon. Minnie abrège alors la danse pour rejoindre Pat et finir la soirée, tandis que Mickey se retrouve seul à pleurer sur la piste. Le film met en lumière l'exigence de Minnie vis-à-vis d'un éventuel soupirant et les progrès que Mickey doit encore accomplir pour en faire sa petite amie.
The Opry House, sorti le 28 mars 1929, est le premier court métrage de Mickey sans Minnie. Une affiche la mentionne toutefois comme membre de Yankee Doodle Girls, un groupe qui fera long feu. Elle apparaît à nouveau dans When the Cat's Away, sorti le 11 avril 1929.
Elle joue le rôle d'une fermière dans The Plow Boy, sorti le 9 mai 1929. Elle demande à Mickey de traire sa vache Clarabelle. Lorsque Mickey exige un baiser en échange du baquet de lait, elle lui retourne sur la tête sous les yeux du cheval Horace Horsecollar, qui fait là ses débuts.
Dans The Karnival Kid (23 mai 1929), Mickey est vendeur de hot-dogs et Minnie danseuse de shimmy. Puis elle joue du violon dans Mickey's Choo-Choo (26 juin 1929).
Son apparition suivante est plus significative : Mickey's Follies (26 juin 1929) marque la première interprétation de la chanson Minnie's Yoo Hoo, dans laquelle Mickey déclare son amour à sa fiancée. La chanson établit durablement Mickey et Minnie en tant que couple, en décrivant l'importance que Minnie a pour son partenaire. Elle deviendra le thème principal de la série de courts métrages.

### 1930: Un rôle récurrent de «demoiselle en détresse»
Elle effectue sa dernière apparition de l'année 1929 dans Wild Waves, surfant sur les vagues. Elle manque de se noyer mais est sauvée in extremis par Mickey, qui lui chante la ballade Rocked in the Cradle of the Deep afin de la réconforter. C'est la première fois que, de façon notable, elle est sauvée d'un péril mortel par son fiancé et ce ne sera pas la dernière.[réf. nécessaire]
The Cactus Kid (12 avril 1930) est une sorte de remake de The Gallopin' Gaucho mais au Mexique. Minnie y est à nouveau une danseuse de taverne enlevée par Pat Hibulaire (affublé pour la première fois d'une jambe de bois) et sauvée par Mickey. Ce film est le dernier animé par Ub Iwerks, qui fonde son propre studio à la suite d'une brouille avec Walt Disney.
The Shindig (11 juillet 1930) réunit Minnie, Mickey, Horace et Clarabelle à un bal de ferme. Le réalisateur Burton Gillett reprend avec brio le flambeau d'Iwerks. C'est la seule fois où Minnie est éclipsée par une covedette féminine, en l'occurrence Clarabelle.[réf. nécessaire]
Dans The Fire Fighters (6 août 1930), Minnie, bloquée dans un hôtel par un incendie, est sauvée par le capitaine des pompiers Mickey.
Son apparition suivante est plus curieuse : dans The Gorilla Mystery (1er octobre 1930), elle est enlevée par le gorille Beppo et sauvée une fois de plus par Mickey qui parvient à ligoter le primate. Le thème de l'enlèvement par un singe sera repris trois ans plus tard dans King Kong (1933). Le singe Beppo réapparait lui aussi dans The Pet Store (1933).
Avec humour, les animateurs de Disney finissent par tourner à la dérision le cliché de la « demoiselle en détresse » dans Galloping Romance, le « faux film » auquel assistent une pléiade de vedettes dans Mickey's Gala Premier (1er juillet 1933) et qui reprend la thématique - déjà présente dans The Gallopin' Gaucho (1928), The Cactus Kid (1931) et The Klondike Kid (1932) - de la prise en otage de Minnie par Pat Hibulaire. Ce film veut donner l'impression que c'est ici le plus grand rôle de Minnie, l'archétype.[réf. nécessaire]
Dans The Picnic sorti le 14 novembre 1930, Minnie présente à Mickey un chien appelé Rover. Il s'agit de la première apparition de Pluto en tant que personnage individuel. Deux chiens de chasse anonymes lui ressemblant étaient apparus dans La Symphonie enchantée (The Chain Gang) le 18 août 1930.
Sa dernière apparition de l'année 1930 se fait dans Pioneer Days (10 décembre). Elle et Mickey y sont des pionniers parcourant l'Ouest américain à bord d'un chariot. Attaqués par des indiens, c'est Minnie dans un renversement des rôles qui sauvera son compagnon.[réf. nécessaire]

### 1931-1934: La bande à Mickey
À partir 1931, une bande de personnages se crée autour de Mickey avec l'apparition de Pluto (1930) et de l'humanisation (plutôt « anthropomorphisation ») de Horace Horsecollar et Clarabelle Cow, pour cette dernière dans The Shindig (1930). Ce groupe comprenant Minnie est alors utilisé dans de nombreux courts métrages. On peut noter durant l'année 1931 Le Goûter d'anniversaire (The Birthday Party), The Barnyard Broadcast et Mickey's Orphans. Ces films présentent le groupe souvent dans un milieu rural.
À partir de 1933, Minnie devient la propriétaire d'une chienne nommée Fifi dans Le Premier Amour (Puppy Love). La chienne Fifi apparait ensuite dans The Dognapper (1934), Pluto's Quin-puplets (1937), Mickey à l'exposition canine et La Surprise-partie de Mickey (1939).

### 1935-1939: Une carrière en second plan
Minnie devient de moins en moins présente à partir de 1934, en partie à cause de l'apparition de Donald Duck et de Dingo. Après cinq courts métrages aux côtés de Mickey en 1934, elle n'apparait que dans un ou deux films par an jusqu'en 1952. L'année 1938 marque une exception avec trois films.[réf. nécessaire]
En 1936, elle est le sujet central du film Le Rival de Mickey, élément féminin et central d'un triangle amoureux.
En 1938, elle obtient un rôle plus important qu'un simple adjuvant en agissant sur l'action de manière forte. Pour Grant ce terme d'adjuvant désigne un personnage secondaire qui n'est là que pour donner matière au scénario, pour créer une ou plusieurs situations dans laquelle les qualités du héros peuvent s'épanouir. Dans Constructeurs de bateau, après que Mickey, Donald et Dingo ont fini de construire le Queen Minnie, c'est à Minnie qu'est confiée la tâche de baptiser le navire. Elle lance la bouteille d'une manière zélée et parvient à démonter le bateau. Mais ce rôle fort est vite estompé par la suite et elle redevient un simple second rôle.
Dans La Chasse au renard (1938), elle n'est présente qu'à la fin du film lors d'un banquet où l'on retrouve aussi Horace Horsecollar et Clarabelle Cow, eux aussi peu présents durant cette décennie et encore plus dans la suivante. Minnie obtient aussi un « très petit rôle de princesse » dans Le Brave Petit Tailleur (1938), « bien qu'essentiel pour le scénario ». Mickey est subjugué par la princesse. Il accepte de devenir le Royal Haut Tueur de Géant et de combattre Willie le géant afin d'empocher la récompense qui comprend la main de Minnie. Pour John Grant, ce film est « le summum du thème récurrent chez Disney, du héros affrontant les pires dangers pour obtenir les faveurs d'une jeune femme », déjà présent dans les premiers Mickey comme The Gallopin' Gaucho (1928).

### Les années 1940-1950
Au cours des années 1940 et 1950, Minnie poursuit sa carrière de second plan. Elle n'intervient, comme depuis 1935, que dans des films pour lesquels Mickey a besoin d'une présence féminine. C'est le cas dans Les Années 90 (1941) ou L'Anniversaire de Mickey (1941).
En 1942, elle contribue à l'effort de guerre durant la Seconde Guerre mondiale dans le court métrage de propagande Out of the Frying Pan Into the Firing Line en montrant comment recycler l'huile de friture afin d'en faire des munitions pour le front,. Elle y incarne la parfaite maîtresse de maison américaine; rôle repris d'après Sébastien Roffat dans L'Anniversaire de Mickey. Les apparitions suivantes de Minnie la montrent essentiellement comme maîtresse de maison avec différents animaux de compagnie.
Minnie est apparue à partir de 1944 avec un petit chat noir et blanc, baptisé Figaro et fréquemment affublé d'un nœud papillon rouge. Figaro est à l'origine le chat de Gepetto dans le film Pinocchio (1940). Ce chat aura sa propre série de trois courts métrages à son nom alors que Minnie, présente dans les films, n'a jamais eu cet honneur.

### Les années 1960-1970: absence cinématographique
Les années 1960 et 1970 sont caractérisées par une absence de nouvelles productions cinématographiques, la production des courts métrages ayant été stoppée. Avec la mort de Walt Disney en 1966, la production des longs métrages tourne elle au ralenti mais ne propose que des nouveaux personnages comme ceux de Robin des Bois ou du Livre de la Jungle. La plupart des personnages de Disney ne sont donc plus utilisés. Toutefois, les courts métrages sont régulièrement diffusés à la télévision.
En 1962 en bande dessinée, Minnie devient la baby-sitter de ses deux nièces jumelles nommées Millie et Melody Mouse,.
En 1979, Disneyland Records édite Mickey Mouse Disco, un album de musique comprenant des versions disco des classiques musicaux de Disney, et dont la promotion est assurée par une compilation de courts métrages d'animation, sorti le 25 juin 1980.

### Les années 1980-1990: Retour à l'écran
Le 21 mai 1986, le français Claude Marin dessine le personnage de Minnie sous l'apparence d'un bébé pour la série Bébés Disney dont la publication a débuté dans le numéro 1769 du Journal de Mickey.
Aussi en 1986, Minnie est la vedette d'une émission télévisée spéciale, Totally Minnie, et d'une ligne de produits de consommation, Minnie 'n Me. Le but de cette production est de proposer une version plus rock de Minnie Mouse inspirée par Madonna.
Le 24 janvier 1993, Minnie se voit offrir une maison bien réelle dans la nouvelle section Mickey's Toontown à Disneyland. Mickey avait déjà la sienne au Magic Kingdom dans le Mickey's Birthdayland depuis fin 1988. En 1996, cette zone a été reproduite à Tokyo Disneyland et la maison de Minnie ajoutée au Magic Kingdom.

### Les années 2000
Dans Mickey Mania (1999-2001), elle a ses propres rubriques. Elle apparaît également dans les courts métrages Maestro Minnie où elle doit affronter des instruments de musique ayant pris vie. Dans Disney's tous en boîte (House Of Mouse, 2001-2003), elle est la propriétaire d'une boîte de nuit où Mickey présente les spectacles. Elle joue également depuis 2006 dans La Maison de Mickey. Dans le long-métrage Mickey, Donald, Dingo : Les Trois Mousquetaires (2004), elle est dauphine de France et est affublée à cette seule occasion de cheveux.
En 2011, Minnie obtient sa propre série appelée Minnie's Bow-Toons (La boutique de Minnie dans la version française) dans laquelle elle est l’héroïne principale. Elle dirige une boutique vendant des nœuds colorés à l’aide de sa meilleure amie Daisy. La série contiendra 5 saisons composées de 40 épisodes qui seront diffusés jusqu’en 2016.
Depuis plusieurs années, Minnie apparaît aux côtés de Mickey dans les spectacles sur glace Disney on Ice :  Mickey & Minnie's Magical Journey (2001), The Magical World of Disney on Ice (2003), Disney on Ice present a Disneyland Adventure (2004). Dans ce dernier spectacle aussi nommé Disney Presents Pixar's The Incredibles in a Magic Kingdom Adventure, Mickey et Minnie sont pris en otage par l'androïde Syndrome des Indestructibles (2004) qui les enferme dans le parc Disneyland, qu'il souhaite transformer à sa façon. La famille de super-héros en visite dans le parc est réquisitionnée pour les libérer. Après plusieurs tableaux sur les grandes attractions, Mickey et Minnie sont libérés et deviennent des amis des Indestructibles.

## Les œuvres avec Minnie Mouse

### Filmographie
En plus de sa propre série, Minnie apparaît dans 73 courts métrages aux côtés de Mickey, Pluto ou même de son chat Figaro. Ce dernier ayant même eu sa propre série de trois courts métrages contrairement à Minnie.
Excepté un court-métrage de propagande en 1942, Out of the Frying Pan Into the Firing Line, toutes les apparitions de Minnie de la période « classique » ont eu lieu dans les séries Mickey, Pluto et Donald.

### Bandes dessinées
L'histoire de Minnie Mouse en bande dessinée débute avec celle de Mickey en janvier 1930 avec le lancement d'un comic strip quotidien sous licence de King Features Syndicate, dessiné par Ub Iwerks et encré par Win Smith. Minnie n'apparait toutefois comme pour Plane Crazy qu'au bout de quelques instants, deux minutes en animation mais six jours en bandes dessinées. Floyd Gottfredson remplace à partir d'avril, Iwerks, qui vient de quitter le studio.
Depuis 1930, Minnie Mouse est apparue dans plusieurs milliers d'histoires. Le site INDUCKS recense en 2011 selon les pays et les producteurs:
- États-Unis :
  - Strips quotidiens : 2 553 histoires
  - Pages dominicales : 921 histoires
  - Disney Studio: 465 histoires
  - Comic-books américains
    - Dell Comics / Western Publishing : 292 histoires
    - Disney Comics : 15
- Italie : Mondadori / Disney Italia : 1 552 histoires
- Danemark : Gutenberghus / Egmont : 959 histoires
- France : Édi-Monde / Disney Hachette Presse : 729 histoires
- Royaume-Uni: 376 histoires
- Brésil : Abril : 132 histoires
- Pays-Bas Oberon / GP / VNU Media (nl) : 116 histoires
- Allemagne : Ehapa : 22 histoires
- Productions diverses (par exemple  Argentine,  Belgique) : 26 histoires

### Jeux vidéo
Minnie apparaît de manière occasionnelle dans plusieurs jeux vidéo. On la retrouve dans Castle of Illusion (1990), Mickey's Speedway USA (2000), Disney Golf (2002), Toontown Online (2005) et Disney Speedstorm (2023).
Dans la série du jeu vidéo Kingdom Hearts, elle apparaît dans plusieurs épisodes. Dans le premier opus Kingdom Hearts, elle est la reine du château Disney et l'épouse du roi Mickey. C'est après avoir découvert une lettre de Mickey, disparu, qu'elle envoie le magicien de la cour Donald Duck et le chef de la garde royale Dingo avec la mission de le retrouver ainsi que le porteur de la Keyblade, une clé permettant de verrouiller les Serrures des mondes pour empêcher les Sans-cœur de voler le cœur des gens. Dans Kingdom Hearts 2, une séquence du jeu demande au joueur de traverser le Château Disney, on y croise alors Minnie en magicienne.

## Analyse du personnage
John Grant définit Minnie comme un personnage féminin de souris ayant la plupart du temps un rôle de personnage d'adjuvant (feeder). Il cite pour étayer son propos :
- un article du Time de 1954 : « Une jeune femme souris qui ressemble plus à Mary Pickford qu'aucun rongeur ne le peut » (Mary Pickford est la première vedette du cinéma américain, cofondatrice d'United Artists aux côtés de Charlie Chaplin et Douglas Fairbanks) ;
- la critique Judith Martin donnant cette description : « une ricaneuse timide dont la posture favorite est de se taper les mains, les jambes croisées avec un sourire esquissé et du maquillage » ;
- Claude Bragdon dans Scribner's Magazine en 1934 que Grant résume d'abord ainsi « en dehors des héros et des méchants, le troisième personnage standard est l'idiot/dupe (stooge), ou adjuvant, dont la tâche est de permettre au héros de briller par contraste » puis rapporte ensuite les propos « Minnie est l'adjuvant de Mickey, comme dans Building a Building (1933), le chapeau de Minnie tombe dans un trou d'excavation donnant à Mickey une chance [...] de le récupérer avec la grande pelleteuse métallique [...] qu'il dirige ».

Grant indique toutefois que dans Steamboat Willie, Minnie a « curieusement » un rôle plus important, plus « indépendant ». Elle y apparaît à de nombreuses reprises et participe beaucoup plus aux actions que dans les autres courts métrages.
Malgré la longue liste de films où son rôle aux côtés de Mickey est peu important, John Grant note que l'année 1938 est peut-être celle où Minnie a eu des rôles les plus étoffés. Mais Minnie a connu une autre carrière, à peine plus importante en compagnie du chien Pluto et du chat Figaro à partir des années 1940.
Parmi les rôles d'adjuvants qui ont émaillé sa carrière, se distinguent ses rôles de « demoiselle en détresse » et de maîtresse d'un animal domestique avec Rover, Figaro et Fifi.
En dehors de l'animation, Minnie est l'un des personnages les plus appréciés des parcs Disney, après Mickey et Donald. Pour cette raison, l'année 1986 dans les parcs a été celle de Minnie,. Il est possible de visiter sa maison, inspirée de celle imaginée par Floyd Gottfredson en bande dessinée, à Disneyland (Californie), au Magic Kingdom de Floride et à Tokyo Disneyland (Japon).

### État civil, famille et amis
C'est grâce aux bandes dessinées que l'on apprend le plus de choses concernant Minnie :
- Dans Mickey dans la vallée infernale, écrit et dessiné par Floyd Gottfredson et publié entre le 1er avril et le 30 septembre 1931, le personnage de Mortimer Mouse, aussi appelé Radeville, est présenté comme l'oncle de Minnie ;
- D'après Mickey contre Ratino : Minnie en danger ! (Mr. Slicker and the Egg Robbers), publié entre le 22 septembre et le 26 décembre 1931, Minnie est la fille de Marcus Mouse et la petite-fille de Marshall et Matilda Mouse ;
- Dans Sur la piste des joyaux[31], écrite par Merrill De Maris et Floyd Gottfredson et publiée entre le 29 janvier et le 2 mai 1942, on apprend que Minnie est le diminutif de Minerva[32], prénom qui fut utilisé par la suite plusieurs fois comme pseudonyme. Minnie a cependant parfois été rebaptisée pour les besoins de certains dessins animés afin de faire plus « couleur locale » : elle porte ainsi le nom de Donna Minnie dans The Gallopin' Gaucho (1928) ;
- Minnie a eu plusieurs nièces en bande dessinée. Elle n'en a d'abord qu'une seule en 1944 puis des jumelles à partir de 1962, mais leurs noms ne sont pas parfaitement définis et il existe donc plusieurs fratries de jumelles. Dave Smith donne comme principale fratrie de jumelles Millie et Melody Mouse[7]. Le site Inducks préfère les référencer sous le terme « nièces jumelles de Minnie »[33] mais les liste à l'index Eve et Line[34]  et donne sur cette fiche les fratries de prénoms : Melody et Millie, Millie et Tillie, Pammy et Tammy ainsi que Tiny et Lily, jumelles adolescentes apparues en 1994 dans des histoires italiennes[35];
- Minnie est également souvent présentée comme une amie proche de Daisy Duck[36];
- Minnie est membre des Éclaireuses.

### Les animaux de compagnie
Parmi les animaux de compagnie de Minnie on peut citer :
- Un chien appelé « Rover », que Minnie présente à Mickey dans The Picnic sorti le 14 novembre 1930. Ce chien est en réalité la seconde apparition du futur Pluto. Il était apparu le 18 août 1930 dans La Symphonie enchantée de manière anonyme avec un autre chien similaire. À sa troisième apparition, il devient le chien de Mickey sous son nom définitif.
- Une chienne nommée « Fifi » apparue en 1933 dans Le Premier Amour (Puppy Love).
- Un petit chat noir et blanc, baptisé « Figaro » portant fréquemment un nœud papillon rouge. Il est à l'origine le chat de Gepetto dans Pinocchio (1940) et rejoint Minnie en 1942 dans All Together.

### La voix de Minnie

#### Voix originales
Dans les premiers films, c'est Walt Disney qui donne sa voix à Minnie mais dès mars 1929, il confie ce rôle à Marcellite Garner, une jeune femme qui travaillait au département Encre et Peinture des studios Disney. Elle est remplacée en 1939 par une autre artiste de ce service puis par des actrices professionnelles.
- Walt Disney dans Steamboat Willie (1928)
- Marcellite Garner (1929 - 1939)
- Thelma Boardman (1939 - 1942) au cinéma et à la radio dans The Mickey Mouse Theater of the Air (1938)
- Leone LeDoux (années 1930 et 1940)[37]
- Ruth Clifford (1944 - 1952)
- Russi Taylor (1987 - 2019 décédée le 26 juillet 2019[38],[39])
- Kaitlyn Robrock (en) (depuis 2020)

#### Voix internationales
- France : Régine Teyssot (de 1990 à 1995)
- France : Marie-Charlotte Leclaire (depuis 1995)
- Japon : Yuko Mizutani pour la série Kingdom Hearts et les courts métrages
- Espagne : Nonia de la Gala (depuis 1999)[40]
- Amérique latine : Diana Santos (depuis 1992)[41]